# Asociación Madre Coraje
La Asociación Madre Coraje es una organización no gubernamental para el desarrollo creada en Jerez de la Frontera (España) y con una destacada implantación en España, Perú y Mozambique. Es aconfesional y apartidista. Fue fundada en 1991 por el físico e ingeniero  Antonio Gómez Moreno tras su estancia en Perú, cuando quedó impresionado por la dura realidad de los “niños piraña” que rebuscaban en la basura para subsistir. La asociación tomó el nombre de María Elena Moyano, llamada “Madre Coraje”. María Elena fue una mujer peruana comprometida en la lucha por los empobrecidos de los pueblos jóvenes de los alrededores de Lima (Perú). Fundó comedores populares y varias asociaciones de mujeres. Fue asesinada por el grupo terrorista Sendero Luminoso en 1992.

## Misión y Principios
La misión de "Madre Coraje" es cooperar en el desarrollo de las comunidades empobrecidas con ayuda humanitaria y proyectos de desarrollo sostenible, con voluntarios y socios. Para conseguir estos fines trabajan a través de una dedicación responsable basada en la igualdad, la solidaridad y la gratuidad.
Madre Coraje es aconfesional y apartidista, y está basada fundamentalmente en el voluntariado y en la mejora del medio ambiente a través del reciclaje, como medios para llevar a cabo su misión. El lema emblemático y motivador de la Asociación es: "De tu compromiso nace la esperanza".

## Certificaciones
Declarada de Utilidad Pública (n.º 118.908 del Registro Nacional de Asociaciones), cumple los principios de transparencia y buenas prácticas de la Fundación Lealtad, contando con un certificado de la misma.

Ha sido distinguida por el Gobierno peruano como Entidad e Institución Extranjera de Cooperación Internacional (ENIEX). 

Está autorizada como Gestor de Residuos Peligrosos por la Consejería de Medio Ambiente de la Junta de Andalucía. (AN-0120).

## Actuaciones

### Área de Ayuda Humanitaria
Esta área de trabajo mantiene desde 1991 el espíritu de colaboración y atención a poblaciones empobrecidas. Persigue mejorar las condiciones de vida de los colectivos en riesgo de exclusión mediante el envío de ayuda humanitaria y el apoyo sanitario, educativo y de emergencia. También actúan para prevenir situaciones de emergencia causadas por fenómenos climatológicos adversos en comunidades andinas.

Se ha conseguido llegar a más de 100.000 personas a través de organizaciones locales que luchan por el desarrollo de comunidades empobrecidas de Perú.

### Área de Proyecto de desarrollo
A través de los Proyectos de desarrollo se llevan a cabo acciones a medio y largo plazo en zonas muy empobrecidas de Perú y Mozambique incidiendo en todos los ámbitos del desarrollo de las comunidades: economía, educación y gobernabilidad y ciudadanía, velando a su vez por la igualdad de género, la identidad cultural, el fortalecimiento organizativo y el cuidado del medio ambiente. Se promueve un desarrollo humano sostenible, la potenciación y el fortalecimiento de las capacidades locales, en las que los protagonistas son en todo momento los hombres y las mujeres participantes en la ejecución de los proyectos.

### Área de Educación para el desarrollo y Voluntariado
Persigue sensibilizar y crear una conciencia crítica entre la ciudadanía de todas las edades. Se apuesta por un cambio transformador que ayude a acabar con las estructuras injustas de la sociedad. La acción la desarrollan en centros escolares, en educación formal e informal, y en otros ámbitos de acción, asociativos, vecinales…, entre los que se promueven valores de solidaridad, responsabilidad, igualdad y justicia para construir una ciudadanía activa y concienciada.
Emplean metodologías participativas para el cambio de actitudes basadas en el proceso “Ver, juzgar y actuar”. Acompañar a personas en este proceso es lo que hace el Área de Educación para el Desarrollo de Madre Coraje, y también formar a personas que a su vez acompañan a otras en este viaje, multiplicando el impacto de dicho trabajo.

### Acción Social en España
En España, Madre Coraje apoya a las personas afectadas por la crisis económica y trabaja por la inclusión social de los colectivos en riesgo de exclusión con proyectos que respetan el medioambiente y promueven el reciclaje, y con campañas de incidencia dentro de nuestras fronteras. Se prioriza el trabajo junto a otros colectivos, entidades públicas y privadas, y empresas solidarias, con los que colaboran para compartir recursos y donaciones, llegando a más personas de una manera más eficaz.

Las áreas de actuación son:
- Ropa Solidaria (Tiendas-Mercadillos).
- Programas de integración.
- Huertos Solidarios.
- Campañas de incidencia y otras campañas.

## Reciclaje
Madre Coraje apuesta por el reciclaje como elemento de financiación –lo que les permite ser independientes a la hora de definir sus acciones y proyectos-, y como iniciativa de respeto al medioambiente –sensibilizando en gestión de residuos y consumo responsable-. Madre Coraje recoge diferentes materiales para ser reciclados o reutilizados:
- Ropa.
- Aceite.
- Material sanitario.
- Juguetes.
- Libros de texto y material escolar.
- Radiografías.
- Cartuchos de tinta de impresora.
- Papel.
- Móviles.
- Aparatos eléctricos y electrónicos.